# Бекаа (провінція)
Бекаа (араб. البقاع) — одна з провінцій Лівану. Адміністративний центр провінції (мохафази) — м. Захла. Найбільша за площею провінція країни. На заході межує з провінціями Північний Ліван та Гірський Ліван, на південному заході — з Південним Ліваном, на півдні — з провінцією Набатія, на сході та півночі проходить кордон з Сирією.

## Райони
Провінція поділяється на 5 районів:
- Захле
- Баальбек
- Хермель
- Рашайя
- Західна Бекаа

| Ліван | Це незавершена стаття з географії Лівану. Ви можете допомогти проєкту, виправивши або дописавши її. |